# Satyrium
Satyrium (лат.) — род дневных бабочек из семейства голубянок.
Представители рода со слабо развитым половым диморфизмом: у самок обычно сильнее развит рыжий рисунок на верхней стороне крыльев. У самцов на передних крыльях может быть небольшое округлое андрокониальное пятно у границы центральной ячейки. Внешний край передних крыльев прямой и слегка округлый спереди. Внешний край задних крыльев частично округлый, с прямыми участками между жилками, с хвостиком на жилке Cu2 и двумя выступами на жилках Cu1 и 2A. Жилка R1 не ветвится; жилки R2 и R3 сливаются в одну, как и жилки R4, R5. К костальному краю переднего крыла выходят все 5 жилок (или 4+5 жилка выходит почти на вершину). Нижняя сторона крыльев почти полностью оливково-бурого цвета с шелковистым отливом.

## Список видов
Род объединяет около 70 видов, обитающих в Голарктике и Индо-Малайской области.
Satyrium видовая группа:
- Satyrium acadica (Edwards, 1862)
- Satyrium auretorum (Boisduval, 1852)
- Satyrium behrii (Edwards, 1870)
- Satyrium calanus (Hübner, 1809)
- Satyrium californica (Edwards, 1862)
- Satyrium caryaevorum (McDunnough, 1942)
- Satyrium edwardsii (Grote and Robinson, 1867)
- Satyrium fuliginosum (Edwards, 1861)
- Satyrium iyonis (Oxta and Kusunoki, 1957)
- Satyrium kingi (Klots and Clench, 1952)
- Satyrium liparops (Boisduval and Leconte, 1833)
- Satyrium saepium (Boisduval, 1852)
- Satyrium semiluna Klots, 1930
- Satyrium sylvinus (Boisduval, 1852)
- Satyrium tetra (Edwards, 1870)
- Satyrium titus (Fabricius, 1793)

Armenia видовая группа:
- Satyrium hyrcanicum (Riley, 1939)
- Satyrium ledereri (Boisduval, 1848)

Nordmannia видовая группа:
- Satyrium abdominalis (Gerhard, 1850)
- Satyrium acaciae (Fabricius, 1787)
- Satyrium esculi (Hübner, 1804)
- Satyrium eximia (Fixsen, 1887)
- Satyrium favonius (Smith, 1797)
- Satyrium guichardi (Higgins, 1965)
- Satyrium herzi (Fixsen, 1887)
- Satyrium ilavia (Beutenmüller, 1899)
- Satyrium ilicis (Esper, 1779)
- Satyrium latior (Fixsen, 1887)
- Satyrium myrtale (Klug, 1834)
- Satyrium polingi (Barnes & Benjamin, 1926)
- Satyrium pruni (Linnaeus, 1758)
- Satyrium prunoides (Staudinger, 1887)
- Satyrium runides (Zhdanko, 1990)
- Satyrium spini (Schiffermüller, 1775)
- Satyrium tateishii (Matsumoto, 2006)
- Satyrium thalia (Leech, 1893)
- Satyrium w-album (Knoch, 1782)

Superflua видовая группа:
- Satyrium acaudata Staudinger, 1901
- Satyrium goniopterum Lukhtanov, 1995
- Satyrium lunulata (Erschoff, 1874)
- Satyrium sassanides (Kollar, [1849])

Без группы:
- Satyrium armenum (Rebel, 1901)
- Satyrium austrina (Murayama, 1943)
- Satyrium dejeani (Riley, 1939)
- Satyrium esakii (Shirôzu, 1941)
- Satyrium formosana (Matsumura, 1910)
- Satyrium grandis (Felder and Felder, 1862)
- Satyrium inouei (Shirôzu, 1959)
- Satyrium iyonis (Oxta & Kusunoki, 1957)
- Satyrium jebelia Nakamura, 1975
- Satyrium kongmingi Murayama, 1992
- Satyrium kuboi (Chou and Tong, 1994)
- Satyrium lais (Leech, 1892)
- Satyrium mackwoodi (Evans, 1914)
- Satyrium marcidus (Riley, 1921)
- Satyrium mardinus van Oorschot, van den Brink, van Oorschot, 1985
- Satyrium mera (Janson, 1873)
- Satyrium minshanicum Murayama, 1992
- Satyrium neoeximia Murayama, 1992
- Satyrium oenone Leech, [1893]
- Satyrium ornata (Leech, 1890)
- Satyrium patrius (Leech, 1891)
- Satyrium percomis (Leech, 1894)
- Satyrium persimilis (Riley, 1939)
- Satyrium phyllodendri (Elwes, [1882])
- Satyrium pseudopruni Murayama, 1992
- Satyrium redae Bozano, 1993
- Satyrium rubicundula (Leech, 1890)
- Satyrium siguniangshanicum Murayama, 1992
- Satyrium tanakai (Shirôzu, 1942)
- Satyrium v-album (Oberthür, 1886)
- Satyrium watarii (Matsumura, 1927)
- Satyrium xumini Huang, 2001
- Satyrium yangi (Riley, 1939)
- Satyrium volt (Sugiyama, 1993)